# Le Cauchemar de Dracula
Série
Les Maîtresses de Dracula
(1960)
Pour plus de détails, voir Fiche technique et Distribution.
Le Cauchemar de Dracula (Dracula ou Horror Of Dracula) est un film britannique réalisé par Terence Fisher, sorti en 1958. C'est le premier film de la série Dracula réalisée par le studio Hammer Films, le deuxième est Les Maîtresses de Dracula (1960) - bien que celui-ci ne mette pas en scène le personnage du célèbre comte.

## Synopsis

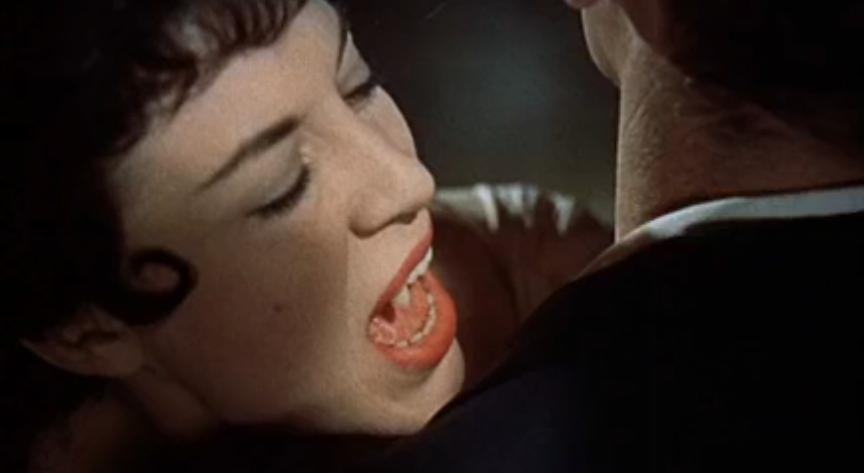
La femme-vampire (Valerie Gaunt.

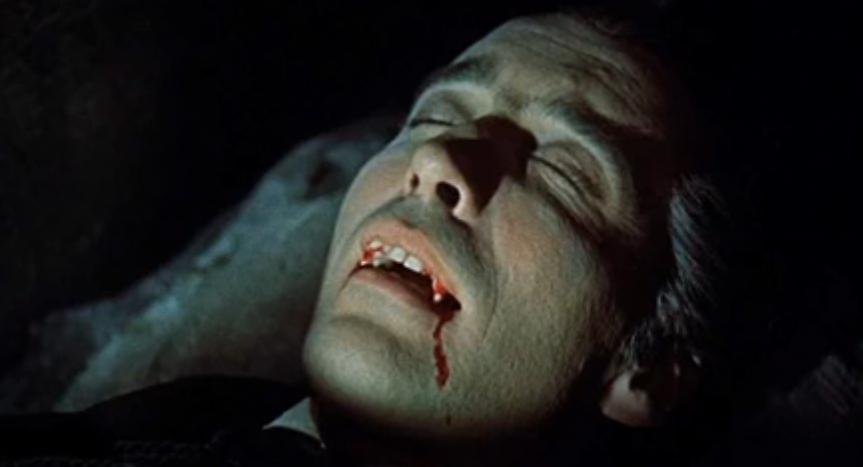
Christopher Lee.

Jonathan Harker se rend dans les Carpates chez le comte Dracula qui l'a engagé comme bibliothécaire. Mordu par une femme-vampire, il devient vampire à son tour. Son ami Van Helsing va libérer son âme et pourchasser Dracula, afin de le détruire.

## Fiche technique
- Titre original : Dracula ou Horror of Dracula
- Titre français : Le Cauchemar de Dracula
- Réalisation : Terence Fisher
- Scénario : Jimmy Sangster d'après le roman de Bram Stoker Dracula
- Musique : James Bernard
- Décors : Bernard Robinson
- Costumes : Molly Arbuthnot
- Photographie : Jack Asher
- Montage : Bill Lenny et James Needs
- Production : Anthony Hinds, Michael Carreras et Anthony Nelson Keys
- Budget : 81 000 livres (119 000 euros)
- Format : couleurs — 1:37 remastérisé en 1,66:1 — mono — 35 mm
- Durée : 72 minutes (version française), 82 minutes (version anglaise)
- Langue originale : anglais
- Dates de sortie :
  - États-Unis : 8 mai 1958
  - Royaume-Uni : 22 mai 1958 (première) ; 16 juin 1958
  - France : 4 février 1959 ; 25 octobre 2006 (ressortie)
- Affiche : Guy-Gérard Noël (France)

## Distribution
- Christopher Lee  (VF : Yves Furet) : Comte Dracula
- Peter Cushing  (VF : Gérard Férat) : Docteur Van Helsing
- John Van Eyssen (VF : Claude D'Yd) : Jonathan Harker
- Melissa Stribling  (VF : Thérèse Rigaut) : Mina Holmwood
- Michael Gough  (VF : Philippe Mareuil) : Arthur Holmwood
- Carol Marsh  (VF : Sophie Leclair) : Lucy Westenra
- Valerie Gaunt (en)  (VF : Françoise Fechter) : La femme vampire
- Janina Faye (en)  (VF : Sylvie Dorléac) : La petite Tania
- Charles Lloyd Pack  (VF : Richard Francœur) : le docteur Seward
- George Woodbridge  (VF : Serge Nadaud) : L’aubergiste
- Barbara Archer (en) (VF : Daniele Roy) : Inga, servante de l’auberge
- George Merritt (VF : Raymond Rognoni) : Le policier
- George Benson (VF : Henri Crémieux) : Le garde-barrière
- Geoffrey Bayldon (VF : Paul Faivre) : Porter, le valet de Van Helsing
- Paul Cole  (VF : Jacques Gencel) : Le jeune garçon
- Miles Malleson (VF : Paul Villé) : Marx, le croque-mort

## Production
Le cachet perçu pour son rôle, plutôt modeste (700 £, soit 1 360 $ U.S.), permit tout de même à Christopher Lee de s'offrir une Mercedes d'occasion.

### Tournage
Totalement aveuglé par ses lentilles de contact, Christopher Lee manqua plusieurs fois ses prises durant le tournage.
Dans la séquence finale, c'est à Peter Cushing que vint l'idée de se jeter sur les rideaux pour les arracher, contre celle, plus banale, de les tirer pour dévoiler le soleil, comme le prévoyait le script.
Lors d'une prise de la séquence où Dracula enterre l'héroïne, Christopher Lee, perdant l'équilibre, chuta sur la cascadeuse qu'il venait de basculer dans la fosse.[réf. nécessaire]

## DVD
- France :

- La Cauchemar de Dracula (DVD-9 Snap Case ou Keep case) sorti le 20 novembre 2002 édité par Warner Bros et distribué par Warner Home Vidéo France. Le ratio image est en 1.85:1 panoramique 16:9. L'audio est en anglais et allemand 1.0. Les sous-titres présents sont en anglais, français, allemands, suédois, turcs, norvégiens, grecs, arabes, anglais et allemands pour sourds et malentendants. En supplément la bande annonce originale du film en VO non sous-titrée. La durée est de 79 minutes. Il s'agit d'une édition Zone 2 Pal .